# Kanton Périgueux-Ouest
Der Kanton Périgueux-Ouest war von 1973 bis 2015 ein französischer Wahlkreis im Arrondissement Périgueux im Département Dordogne und in der Region Aquitanien; sein Hauptort war Périgueux. Vertreterin im Generalrat des Départements war zuletzt von 2001 bis 2015 Mireille Bordes (PS).  

## Gemeinden
Der Kanton bestand aus drei Gemeinden und einem Teil der Stadt Périgueux. In der nachfolgenden Tabelle ist für alle Gemeinden jeweils die gesamte Einwohnerzahl angegeben.
| Gemeinde             | Einwohner Jahr | Fläche km² | Bevölkerungsdichte | Code INSEE | Postleitzahl |
| -------------------- | -------------- | ---------- | ------------------ | ---------- | ------------ |
| Chancelade           | 4.293 (2013)   | 16,23      | 265 Einw./km²      | 24102      | 24650        |
| Coulounieix-Chamiers | 8.108 (2013)   | 21,7       | 374 Einw./km²      | 24138      | 24660        |
| Marsac-sur-l’Isle    | 3.117 (2013)   | 10,05      | 310 Einw./km²      | 24256      | 24430        |
| Périgueux            | 30.036 (2013)  | –          | – Einw./km²        | 24322      | 24000        |

## Bevölkerungsentwicklung
| 1990   | 1999   | 2006   | 2011   |
| ------ | ------ | ------ | ------ |
| 19.698 | 19.556 | 20.309 | 20.336 |